# Skin Deep (film 1922)
Skin Deep è un film muto del 1922 diretto da Lambert Hillyer. Tra gli attori del film, anche la Baby Star Muriel Frances Dana, un'attrice bambina qui di soli sei anni.
Tratta da Lucky Damage, un racconto di Marc Edmund Jones, la storia fu ripresa nel 1929 per un remake diretto da Ray Enright, distribuito in Italia con il titolo L'uomo dai due volti. È possibile che la storia di Jones sia stata il titolo del soggetto originale del film, piuttosto che quello di un racconto.

## Trama
Tornato dalla guerra, Bud Doyle ha intenzione di rigare diritto ma i suoi precedenti di truffatore lo portano a sgarrare. Sua moglie, il suo nuovo compagno Joe Culver e il suo boss McQuarg complottano per incastrare Bud facendolo finire in galera. Riuscito a fuggire per un caso, viene ricoverato in ospedale, una clinica di chirurgia plastica. Lì, Bud cambia i propri connotati: scoperti i maneggi dei suoi soci contro di lui, aiuta il procuratore distrettuale a catturarli. Lui, invece, sposa la sua infermiera.

## Produzione
Il film fu prodotto da Thomas H. Ince con la sua compagnia Thomas H. Ince Corporation.

## Distribuzione
Distribuito dalla Associated First National Pictures, il film uscì nelle sale nel settembre 1922 mentre in Finlandia fu distribuito il 23 marzo 1924.